# Callow-la-vita
"Callow-la-vita" is een nummer van de Britse artiest Raymond Froggatt uit 1968. Enkele maanden later werd het door The Dave Clark Five uitgebracht onder de titel "The Red Balloon".

## Versie van Raymond Froggatt
Froggatt schreef het nummer voor de naar hem vernoemde band. Het werd uitgebracht als debuutsingle van de groep, maar werd internationaal gezien geen grote hit: alleen in de Benelux wist het de hitlijsten te halen. 
Het nummer haalde in Nederland de derde plek in de Nederlandse Top 40 en de tweede plek in de Single Top 100. In de Vlaamse Ultratop 50 werd de zevende plek gehaald en in de Waalse versie van deze hitlijst de 34e. In de Top 100 Allertijden van 1968 haalde de plaat de 84e positie.

### NPO Radio 2 Top 2000
| Nummer met noteringen in de NPO Radio 2 Top 2000 | '99  | '00  | '01  | '02  | '03  |
| ------------------------------------------------ | ---- | ---- | ---- | ---- | ---- |
| Callow-la-vita                                   | 1687 | 1759 | 1798 | 1745 | 1942 |

1. ↑  Een vetgedrukt getal geeft de hoogste notering aan.
2. ↑  Deze tabel is bijgewerkt tot en met de laatste editie (2024).

## Versie van The Dave Clark Five
Nog geen half jaar na de originele uitgave, werd het nummer gecoverd door The Dave Clark Five en uitgebracht onder de nieuwe titel "The Red Balloon".
Dave Clark hoorde "Callow-la-vita" voor het eerst op de radio en nam enkele weken later contact op met de platenmaatschappij. Hij vroeg of hij het nummer mocht coveren, en daarbij de titel en een deel van de tekst mocht veranderen. Na toestemming van de platenmaatschappij, nam de band hun versie op in de Londense Lansdowne Studio.  Op het nummer wordt de band begeleid door sessiemuzikanten op verschillende blaasinstrumenten, waarvoor Les Reed het arrangement had gemaakt. Dit nummer is de enige single van de groep waarop Dave Clark de leadzang voor zijn rekening neemt. 
De versie van The Dave Clark Five werd een hit in meerdere landen. De top 20 werd gehaald in Denemarken, Ierland, Nieuw-Zeeland, het Verenigd Koninkrijk, West-Duitsland en Zweden. Nadat deze versie was uitgebracht en succesvol werd, bracht Polydor ook Raymond Froggatts versie opnieuw uit, onder de titel "The Red Balloon".